# Victoria Cruziana (Schiff)
Die Victoria Cruziana wurde 1959/60 erbaut und war das erste Fluss-Kreuzfahrtschiff der Rheinschiffahrt. Es wurde 2008 außer Dienst gestellt und zum Verkauf angeboten. Das Schiff war von 1960 bis 1995 unter dem Namen Europa für die Köln-Düsseldorfer im Einsatz.
Ihre letzte Reederei, die „MS Victoria Cruziana BV“ aus ’s-Gravendeel, setzte sie auf 8-Tages-Kreuzfahrten zwischen Köln und Basel ein. Nachdem sich im Jahre 2010 ein Kaufinteressent gefunden hatte, sollte sie zu ihrem zukünftigen Einsatzort Belgrad überführt werden. Aus unbekannten Gründen wurde die Fahrt im August in Passau-Heining abgebrochen. Das Schiff wurde vor Anker gelegt und sollte am 19. November 2010 aufgrund von nicht beglichenen Liegegebühren zwangsversteigert werden. Am Morgen des Versteigerungstags wurde ein Wassereinbruch festgestellt, in dessen Folge das Schiff sank. Nach der Bergung wurde das Schiffswrack nach Belgrad geschleppt.

## Geschichte

### Planung und Bau
Nachdem die aus den beiden eigenständigen Rheinschifffahrtunternehmen Dampfschifffahrts-Gesellschaft für den Nieder- und Mittelrhein und Preußisch-Rheinische Dampfschiffahrtsgesellschaft bestehende Betriebsgemeinschaft Kölnische und Düsseldorfer Gesellschaft für Rhein-Dampfschiffahrt einen Großteil ihrer durch den Zweiten Weltkrieg schwer beschädigten Schiffe repariert hatten und sie bis dahin zur Verstärkung ihrer Flotten nur auf Gebrauchtschiffe zurückgegriffen hatten, entschied sie sich am Ende der 1950er-Jahre neben dem Tagesausflugsgeschäft in einem damals neuen Touristikbereich tätig zu werden – der mehrtägigen Rheinkreuzfahrt zwischen Rotterdam und Basel. Die PRDG bestellte in der Folge am 20. August 1959 bei der Schiffswerft Christof Ruthof in Mainz-Kastel einen bedarfsgerechten Prototyp. Die Kiellegung erfolgte im Oktober 1959, der Stapellauf am 9. April des Folgejahres. Die Baukosten betrugen 3,2 Mio. D-Mark. Das unter der Baunummer 1437 gefertigte Kabinenschiff wurde am 29. Mai an die Reederei ausgeliefert. Zwei Tage später erfolgte in Mainz, unter Anwesenheit von Bundesfinanzminister Franz Etzel und dem Rheinland-Pfälzischen Ministerpräsidenten Peter Altmeier, die feierliche Taufe auf den Namen Europa. Ab dem 5. Juni wurde sie von der Betriebsgemeinschaft auf dem Rhein zwischen Rotterdam und Basel im Plandienst eingesetzt.

### Einsatz bei der Köln-Düsseldorfer

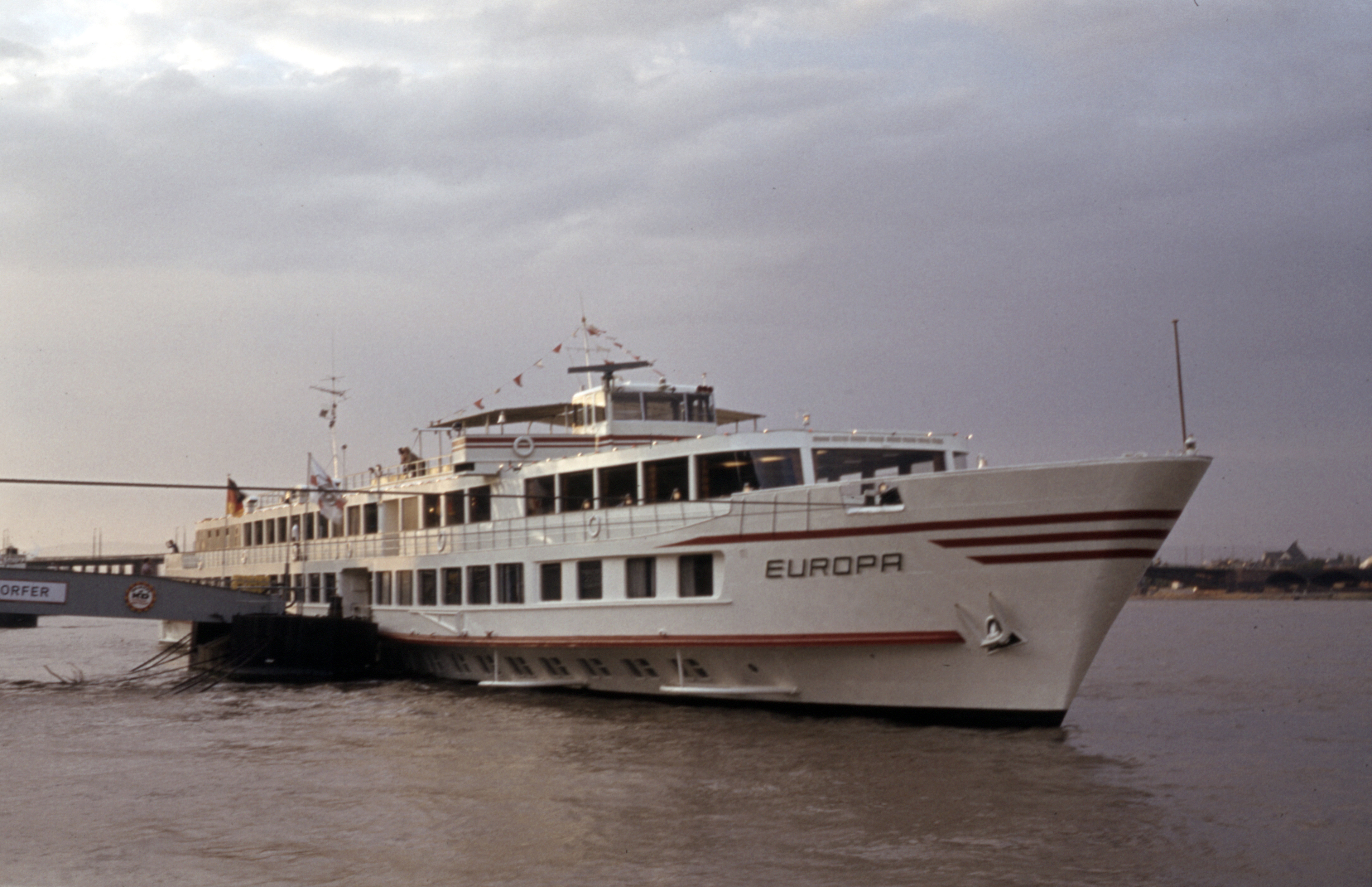
Die Europa im August 1978

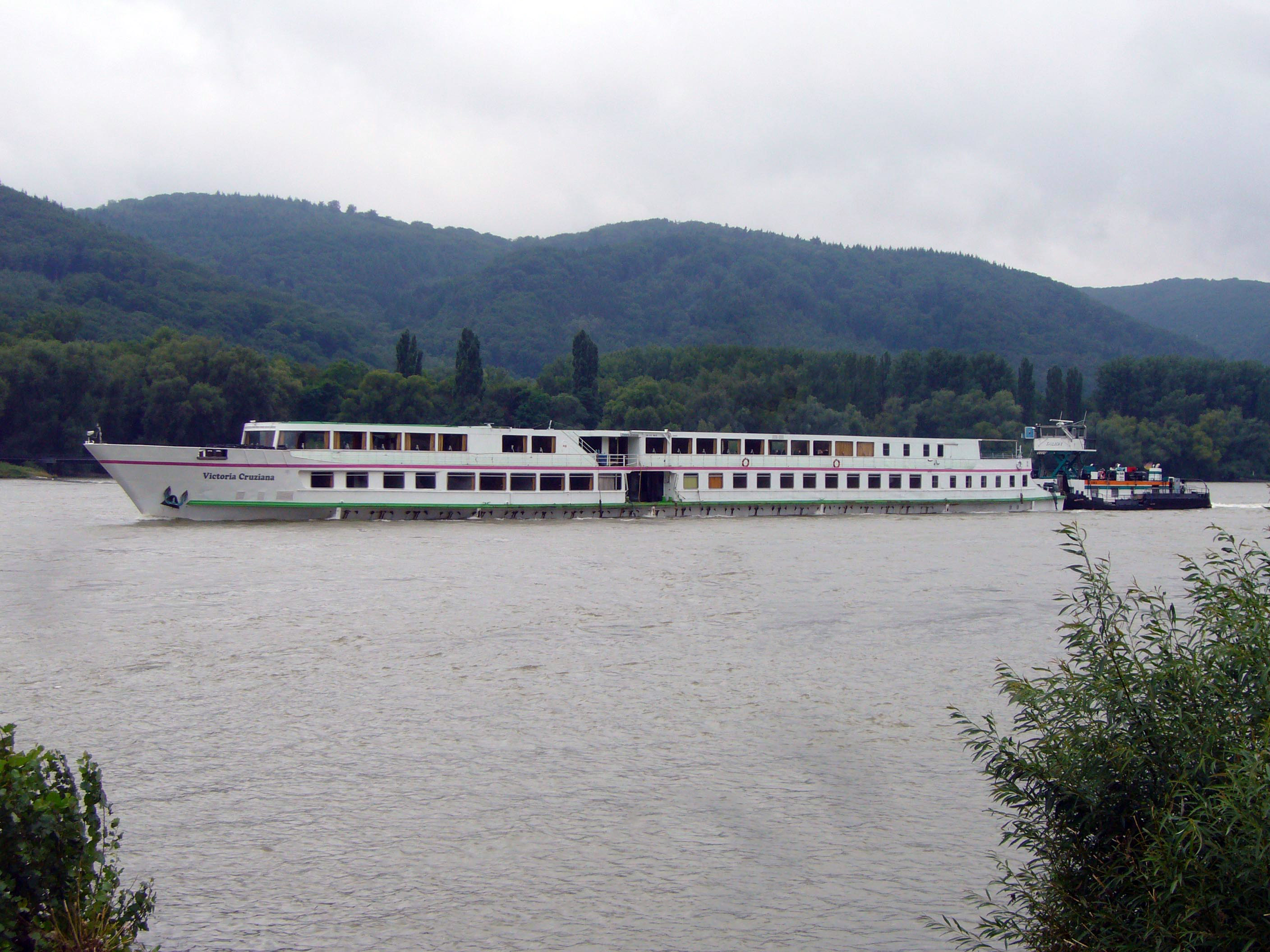
Die Victoria Cruziana auf ihrer letzten Fahrt auf dem Rhein

Am 16. Mai 1967 wurde ihre Eignerschaft an die ab diesem Zeitpunkt eigenständige Gesellschaft Köln Düsseldorfer Deutsche Rheinschiffahrt übertragen. Bis 1978 blieb das älteste und kleinste Fluss-Kreuzfahrtschiff der Reederei im regelmäßigen Einsatz auf Rhein, Main und Mosel. Infolge von zu geringem Fahrgastaufkommen wurde sie erstmals ab 1979 stillgelegt. Im Jahr 1981 setzte die KD die Europa als Hotelschiff an verschiedenen Orten ein. Vom 26. Juli bis Anfang September 1982 kam sie als Ersatz für die länger in der Werft liegende Italia erstmals wieder zum Planeinsatz. In den nächsten Jahren wiederholten sich die Einsätze als Ersatz für die zur Modernisierung in Werften liegenden Schiffe der Reederei. Über den Jahreswechsel 1984/85 wurde sie selbst bei der Shipyard De Hoop modernisiert. Dabei wurde, neben dem Einbau eines Bugstrahlruders, beim Umbau des Innenraumes die Kabinenzahl von ursprünglich 75 auf 67 reduziert. In den Jahren 1985 und 1986 setzte der Eigner sie im Plandienst auf Rhein und Mosel ein – ab dem Folgejahr nur noch auf der Mosel. 1989 erhielt sie, damit auch Brücken mit geringer Durchfahrtshöhe unterfahren werden konnten, ein absenkbares hydraulisches Steuerhaus sowie einen umklappbaren Fahnenmast. Im Jahr 1990 wurde die Europa auf Rhein, Main und Mosel eingesetzt, im Folgejahr aufgrund von Fahrgastmangel nur als Hotelschiff mit öffentlichem Cafe am Kölner Rheinufer. Ab 1992 kam sie nur noch als Charterschiff und bei Vertretungsfahrten für andere Schiffe zum Einsatz. 1996 wurde sie stillgelegt und schließlich am 21. Januar 1998 an Bonaventura Cruises im niederländischen ’s-Gravendeel verkauft.

### Einsatz alsVictoria Cruziana
Der neue Eigner benannte das Schiff nach der Seerosenart Victoria Cruziana und setzte sie insbesondere für niederländische Touristen zwischen Köln und Basel ein. Im Jahr 2004 erfolgte ein Eignerwechsel zur Naot Holding BV und schon im Folgejahr zur Victoria Cruziana BV. Beide Unternehmen hatten ihren Sitz ebenfalls in ’s-Gravendeel. Bis 2007 blieb die Victoria Cruziana im Einsatz. Ab 2008 bot die Reederei sie zu Kauf an. 2010 fand sich ein Käufer, der das Schiff in Belgrad als festliegendes Hotelschiff verwenden wollte. Nachdem die Aufbauten abgesenkt und die Geländer umgeklappt wurden, schob das Schubschiff Tailon die Victoria Cruziana im Juli von Rotterdam bis nach Heining, einem an der Donau liegenden Stadtteil von Passau. Dort lag sie mehrere Monate vor Anker. Da die angefallenen Liegegebühren nicht beglichen worden waren, sollte das Schiff am 19. November 2010 zwangsversteigert werden. Am Morgen des Versteigerungstages sank die Victoria Cruziana nach einem Wassereinbruch. Da die Finanzierung der Bergungs- und Liegekosten in Höhe von 400.000 Euro infolge der Insolvenz des serbischen Besitzers nicht geklärt war, wurde der Havarist erst am 31. März 2011 auf Kosten der bayernhafen Gruppe gehoben. Nachdem das Wrack wieder schwimmfähig gemacht wurde und der Passauer Hafenbetreiber eine angebotene Auslösegebühr des Schiffseigners akzeptierte, verließ die Victoria Cruziana am 11. Oktober 2011 den Hafen Passau. Das Schiff wurde anschließend im Frachthafen Belgrad zum Hotelschiff umgebaut und wird seit Ende 2014 als Hotel Compass River City in Belgrad verwendet.

## Ausstattung und Technik
Die Victoria Cruziana war ein Vierdeck-Kabinenschiff der Mittelklasse mit zuletzt 61 klimatisierten Zweibett-Kabinen – 24 Kabinen davon befanden sich achtern im Unterdeck, 37 im Hauptdeck. Auf dem Promenadendeck befand sich vorne eine zum Bug mit großen Glasscheiben ausgestattete Lounge mit Bar. Mittig schloss sich das für 120 Gäste ausgelegte Restaurant an. Die Küche lag achtern als Abschluss des Promenadendecks. Auf dem Sonnendeck stand den Fahrgästen ein Swimming-Pool zur Verfügung.
Die Victoria Cruziana wurde von vier Dieselmotoren à 312 kW von Deutz über zwei Voith-Schneider-Antriebe angetrieben. Das Bugstrahlruder verfügte über einen 110 kW starken Antrieb. Das Schiff war 88,48 m lang, 11,56 m breit. Der Tiefgang wurde mit maximal 1,52 m angegeben.

## Bilder einer Pressefahrt vom 12. Juni 1960

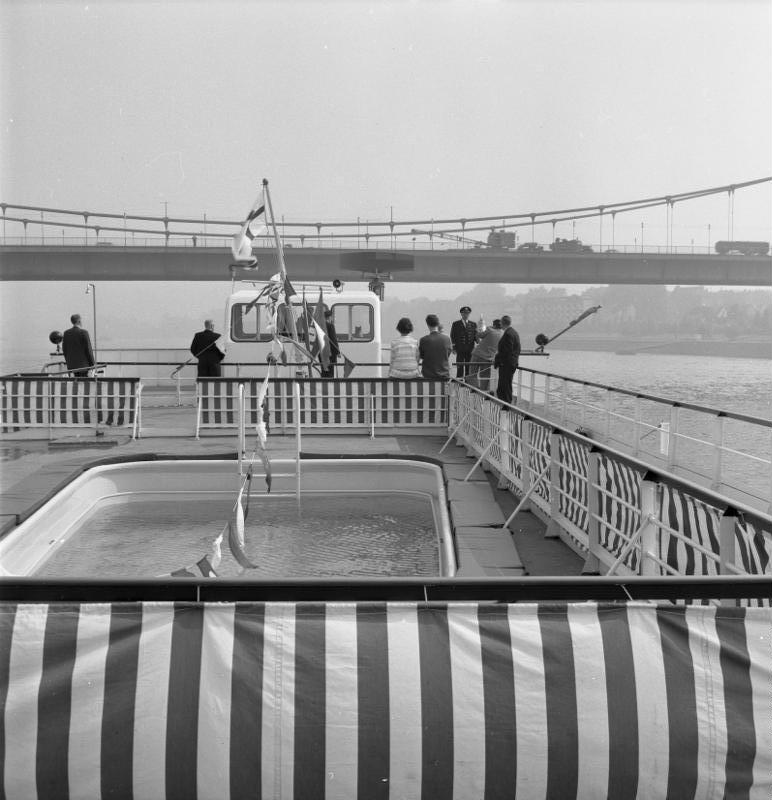
Swimming-Pool
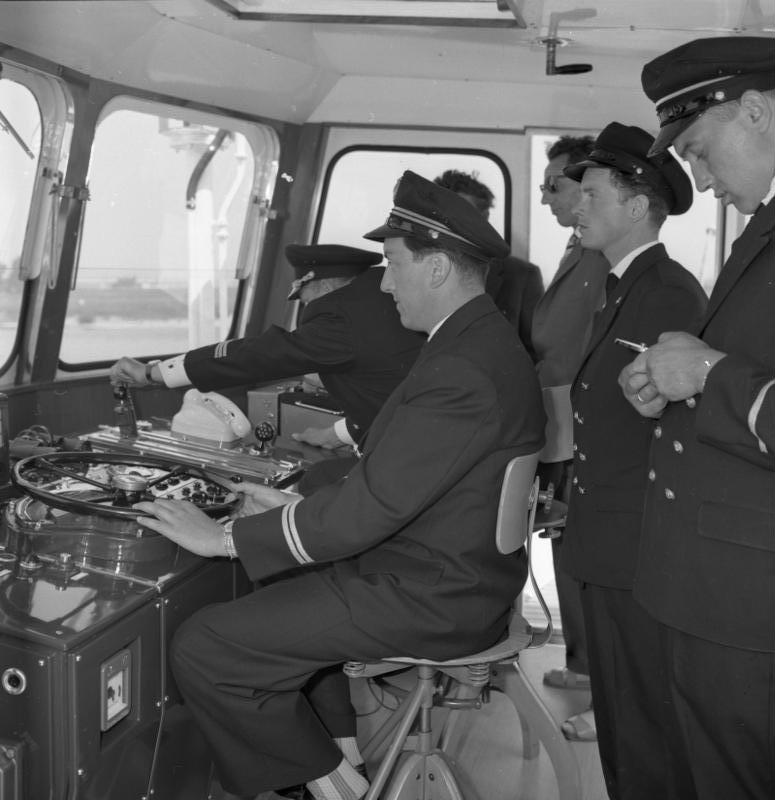
Personal auf der Brücke
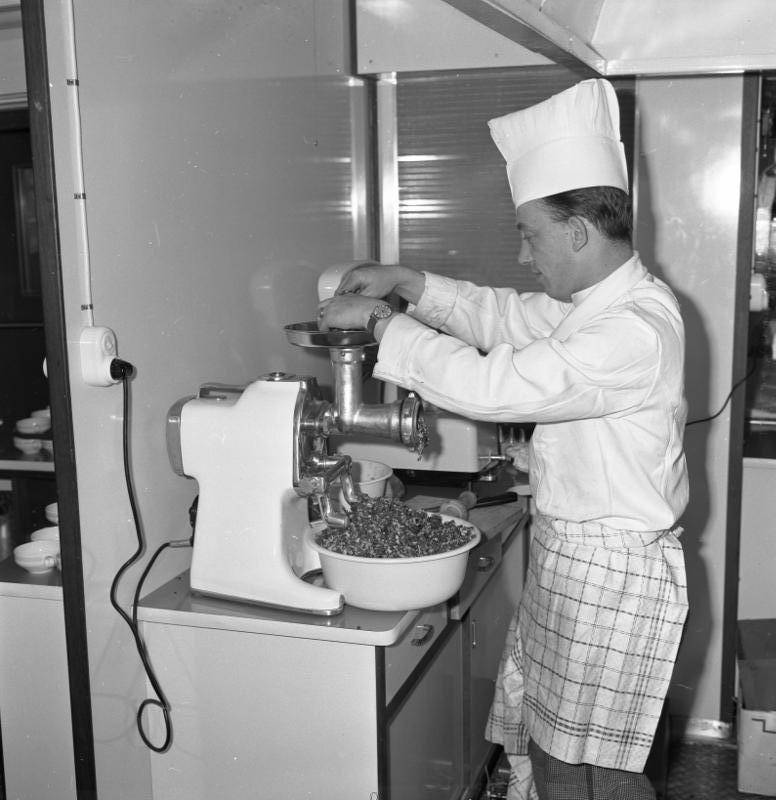
Schiffskoch am Fleischwolf
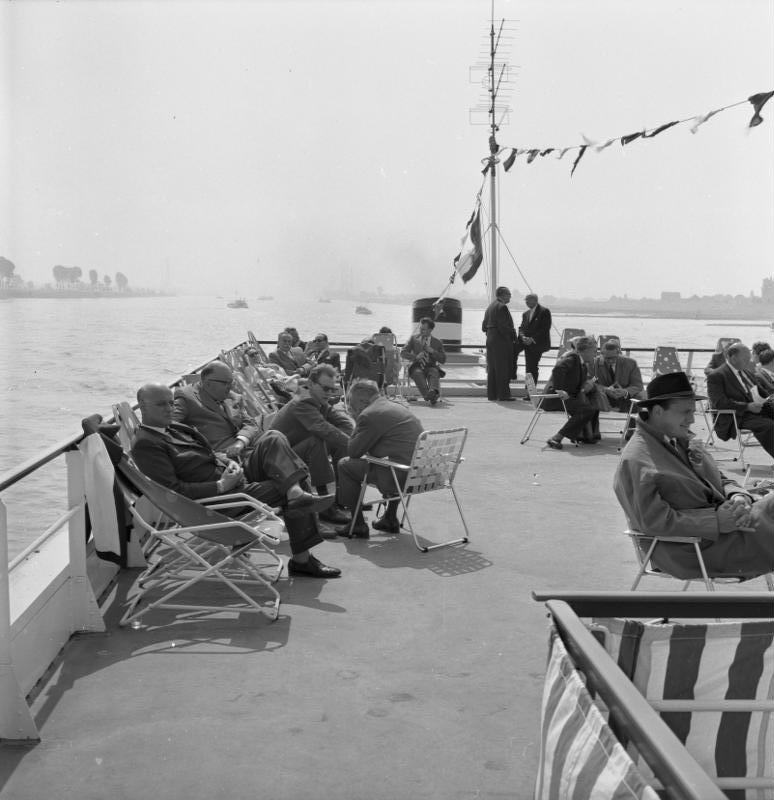
Gäste auf dem Sonnendeck
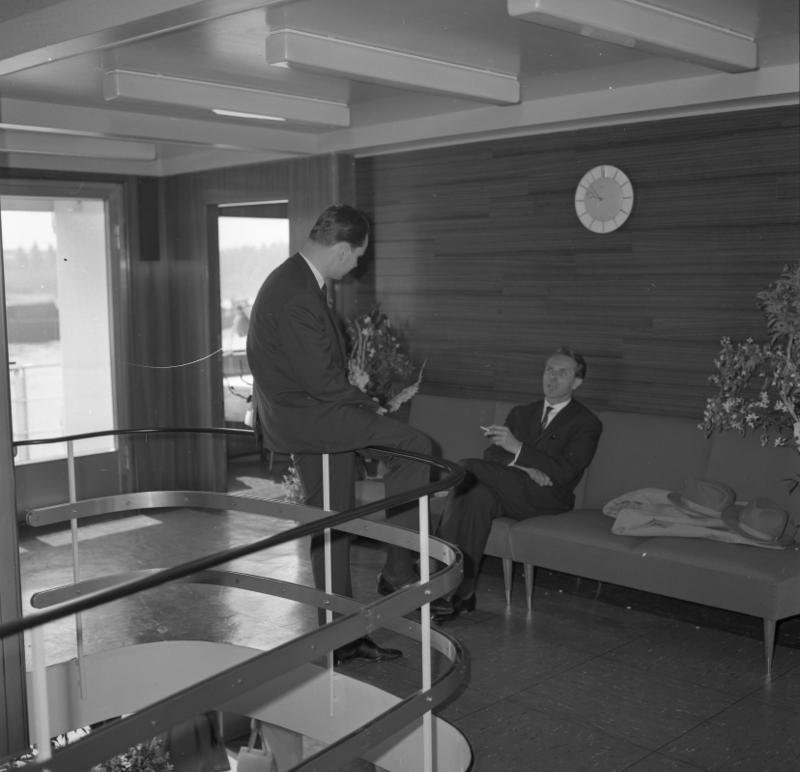
Ruhezone in der Eingangshalle